# Genista compacta
Genista compacta är en ärtväxtart som beskrevs av Schischkin. Genista compacta ingår i släktet ginster, och familjen ärtväxter. Inga underarter finns listade i Catalogue of Life.